# Georges Leroux
Pour les articles homonymes, voir Leroux.
Cet article concerne un professeur de philosophie québécois. Pour le gymnaste français, voir Georges Leroux (gymnastique).
Georges Leroux, né le 27 juin 1945, est un professeur de philosophie et un écrivain québécois.

## Biographie
Il fait des études de philosophie  à l'Institut d'études médiévales de l'Université de Montréal, et soutient une thèse sur la métaphysique néoplatonicienne sous la direction de Georges-Matthieu de Durand. Il est élève stagiaire à l'École pratique des hautes études, sous la direction du professeur Pierre Hadot. À partir de 1969, il enseigne la philosophie ancienne à l'Université du Québec à Montréal et publie des études sur la tradition platonicienne. Il est traducteur de Platon et de Plotin. Il est aussi un critique littéraire et collaborateur de plusieurs magazines et journaux, notamment Le Devoir, où il intervient sur des questions de philosophie et d'esthétique. Il est également un collaborateur régulier de l'émission Plus on est de fous, plus on lit, sur les ondes de la Première Chaîne de Radio-Canada. Au début des années 2000, il a aussi animé l'émission Passages, une émission philosophique, sur les ondes de la Chaîne culturelle de Radio-Canada. Enfin, il a édité des conversations avec le philosophe Raymond Klibansky.

## Activités professionnelles
Il a participé à la conception du cours d'Éthique et culture religieuse (ECR) introduit par le renouveau pédagogique du ministère de l'Éducation du Québec depuis 2001[réf. souhaitée]. Il a fait partie d'un groupe d'experts qui conseillaient l'équipe de rédaction du programme ECR[réf. souhaitée], a écrit un livre en faveur du cours, a participé à la commission Bouchard-Taylor qui a recommandé la promotion énergique de ce programme et a participé à titre d'expert gouvernemental à deux procès pour justifier et défendre l'imposition du programme ECR, celui de Drummondville (école publique) et celui de Loyola (école privée). 

## Publications

### Ouvrages
- Le Philosophe et la Mémoire du siècle : Tolérance, liberté et philosophie. Entretiens avec Raymond Klibansky, avec Raymond Klibansky, Paris: Éditions Les Belles-Lettres, 1998.
- (Collectif) Glenn Gould pluriel, avec Ghyslaine Guertin, Yannick Nézet-Séguin, Georges Guillard, Momentum, 2007.
- (Codirection) Poésie et politique, mélanges offerts à Michel van Schendel, avec Paul Chamberland, Michaël La Chance, Pierre Ouellet, Montréal, l’Hexagone, 2001, 512 p.  (ISBN 2-89006-662-2)
- Partita pour Glenn Gould : Musique et forme de vie, Presses de l'Université de Montréal, 2008, 336 p.  (ISBN 978-2-7606-2061-2) [5].
- Wanderer: Essai sur Le Voyage d'hiver de Franz Schubert, Éditions Nota bene, 2011.
- Différence et liberté. Enjeux actuels de l'éducation au pluralisme, préface de Charles Taylor, Montréal, Boréal, 2016.

### Articles et chapitres d'ouvrages
- Logique et Dialectique chez Plotin: Ennéade 1.3(20), Phoenix, vol. 28, no 2, 1974, p. 180-192.
- Métaphysique et politique chez Platon, in Y. LafrancePhilosophies de la Cité, Montréal et Paris, Bellarmin et Desclée, 1974, p. 11-38.
- Human Freedom in the Thought of Plotinus, in Lloyd P. Gerson (éd), The Cambridge Companion to Plotinus, Cambridge University Press, 1996, p. 292-314.
- Modernité des Grecs, Philosophiques, vol. 24, no. 1, 1997, p. 141-160.
- Hénologie et métaphysique: de Plotin à Dexippe, in L. Langlois et J. M. Narbonne, La métaphysique, son histoire, sa critique, ses enjeux, Québec et Paris: Presses de l'Université Laval et Librairie philosophique J. Vrin, 2000, p. 114-120.
- (Chapitre) Hiéroclès d'Alexandrie. Pluralisme et violence à la fin du paganisme, in J. Boulad-Ayoub et G. M. Cazzaniga, Traces de l'autre. Mythes de l'Antiquité et Peuples du livre dans la construction des nations méditerranéennes, Pise et Paris, Edizioni ETS et Librairie philosophique J. Vrin, 2004, p. 299- 320.
- (Chapitre) La tripartition de l'âme. Politique et éthique dans le livre IV de la République, in M. Dixsaut et A. Larivée, Études sur la République de Platon, vol. I. De la justice. Éducation, psychologie et politique, Paris: Librairie philosophique J. Vrin, 2005, p. 123-148.
- (Chapitre) Les dieux, la divinité, le « dieu ». Mythologie, théologie et métaphysique chez Platon, in L. Langlois et Y.-C. Zarka, Les philosophes et la question de Dieu, Paris, PUF, 2006, p. 31-54.
- Objectivité et actualité. L'interprétation de la doctrine plotinienne de l'âme chez Paul Oskar Kristeller, Études platoniciennes, vol. III, 2006, p. 209-227.
- (Chapitre) L'enseignement de l'éthique et les modèles de la vie bonne: vertus et compétences, in Nancy Bouchard et Mathieu Gagnon (éd), L'éthique et culture religieuse en question, Presses de l'Université du Québec, 2012, p. 15-46.
- Étude critique de Léonce Paquet. Platon. La médiation du regard (Leyden, 1973), Philosophiques, vol. 2, 1975, p. 253-285.
- Études sur la rhétorique aristotélicienne et médiévale," Dialogue, 15, 1976, p. 686-693.
- La tradition des Catégories aristotéliciennes, à propos d'une traduction récente, Dialogue, 25, 1986, p. 523-531.
- Métaphysique et théodicée chez Plotin. Remarques sur les travaux de Denis O’Brien, Dialogue, 35, 1996, p. 293-306.
- « ‘‘Passion : transcendance’’ Derrida lecteur du platonisme négatif », Études françaises, vol. 38, nos 1-2,‎ 2002, p. 87-101 (lire en ligne).

### Traductions
- Plotin, Traité sur la liberté et la volonté de l’Un [Ennéade VI 8 (39)], Librairie philosophique J. Vrin, Paris, 1990.
- Platon, Le Banquet, avec Janick Auberger, notes explicatives par Yvon Brès, Hachette, Paris, 1998, 159 p.
- Platon, La République, Flammarion, Paris, 2005, 802 p.

### Divers
En 2017 est paru chez Boréal un recueil d'Entretiens avec Georges Leroux répondant aux questions de Christian Nadeau, qui fut son élève.

## Distinctions
- Membre de l'Académie des lettres du Québec
- Correspondant canadien pour la Bibliographie de la philosophie de l'UNESCO
- 2011 : Prix du Gouverneur général : études et essais de langue française, pour Wanderer
- 2007 : Prix de la revue Études françaises, pour Partita pour Glenn Gould
- 2007 : Grand prix du livre de Montréal, pour Partita pour Glenn Gould